# Liolaemus gununakuna
Espèce
Liolaemus gununakuna est une espèce de sauriens de la famille des Liolaemidae.

## Répartition
Cette espèce est endémique de la province de Neuquén en Argentine.

## Étymologie
Son nom d'espèce, gununakuna, lui a été donné à partir d'un terme mapuche qui désigne l'ethnie gununaküna, en référence à son habitat.

## Publication originale
- Avila, Morando, Perez & Sites, 2004 : Phylogenetic relationships of lizards of the Liolaemus petrophilus group (Squamata: Liolaemidae), with descriptions of two new species from western Argentina. Herpetologica, vol. 60, no 2, p. 187-203 (texte intégral).